# Изотопический спин
Изотопи́ческий спин (изоспи́н) — одна из внутренних характеристик (квантовое число), определяющая число зарядовых состояний адронов. В частности, протон и нейтрон (общее наименование этих элементарных частиц — нуклоны) различаются значением проекции изоспина, тогда как абсолютные значения их изоспина одинаковы. Последнее выражает свойство изотопической инвариантности сильного взаимодействия. Понятие изотопического спина было введено Гейзенбергом в 1932 г.
Изоспин сохраняется во всех процессах, обусловленных сильным взаимодействием, однако нарушается в слабом и электромагнитном взаимодействии. Сохранение изоспина в сильных взаимодействиях позволяет приближённо вычислять сечения реакций и предсказывать структуру ядерных уровней в случаях, когда эффекты несохраняющих изоспин взаимодействий малы.

## Характеристики
С точки зрения сильного взаимодействия, протон и нейтрон являются одинаковыми частицами, а многие другие свойства у них также близки. Поэтому была разработана модель, по которой любой нуклон обладает изотопическим спином, равным 1/2, у которого есть две возможные «проекции» в особом изотопическом пространстве. Когда проекция изотопического спина Iz равна +1/2, то нуклон становится протоном, а когда −1/2 — нейтроном. (Это соглашение о знаках принято в физике элементарных частиц; в ядерной физике для оси z изотопического пространства иногда выбирают противоположное направление, чтобы проекция изоспина нейтрона была равна +1/2 и суммарная проекция изоспина у большинства ядер была положительной).
Такое поведение изотопического спина выглядит естественным с точки зрения квантовой механики, поскольку в ней уже есть квантовое число с аналогичными свойствами — спин. По аналогии с этим названием и был введён термин «изотопический спин».
Изоспин I одинаков для всех адронов, образующих изотопический мультиплет, число адронов в таком мультиплете равно 2I + 1. У каждого адрона в изомультиплете своя проекция изоспина Iz и свой электрический заряд, но одинаковы все остальные квантовые числа (спин, чётность, барионное число, странность и т. д.). Так, изодублет нуклонов (I = 1/2) состоит из двух членов: протона и нейтрона с Iz = ±1/2. Изотриплет пионов {\displaystyle \pi ^{+},\,\pi ^{0},\,\pi ^{-}} имеет изоспин 1 и проекции изоспина +1, 0, −1.